# McAlister
McAlister è una comunità non incorporata degli Stati Uniti d'America della contea di Quay nello Stato del Nuovo Messico. Si trova sulla New Mexico State Highway 252 a est di House.